# The Holdovers
The Holdovers är en amerikansk komedi- och dramafilm från 2023. Filmen är regisserad av Alexander Payne efter ett manus skrivet av David Hemingson. I huvudrollerna ses Paul Giamatti och Da'Vine Joy Randolph.
Filmen hade biopremiär i Sverige den 5 januari 2024, utgiven av Universal Pictures.

## Handling
Filmen utspelar sig vid jultiden 1970 och kretsar kring Paul Hunham som är lärare. Han är inte omtyckt, varken av eleverna eller sina kollegor. Då han saknar familj stannar han kvar på skolan över jullovet för att ta hand om de elever som inte har möjlighet att resa hem.

## Rollista (i urval)
- Paul Giamatti – Paul Hunham, a much disliked teacher at Barton Academy
- Dominic Sessa – Angus
- Da'Vine Joy Randolph – Mary
- Carrie Preston – Lydia Crane
- Tate Donovan – Stanley
- Gillian Vigman – Julia
- Oscar Wahlberg
- Darby Lily Lee-Stack – Elise
- Cailey Calisi – Megann
- Oliver Spenceman
- Jonathan von Mering – praktikant
- Dan Aid – Kenneth